# L'enorme ingranaggio
L'enorme ingranaggio, pubblicato in Italia anche con i titoli Il tempo si è fermato e Il grande orologio (The Big Clock) è un romanzo dello scrittore statunitense Kenneth Fearing pubblicato la prima volta nel 1946.
Da questo romanzo è stato tratto nel 1948 il film Il tempo si è fermato. Ogni capitolo del romanzo inizia con il nome del personaggio che parla in prima persona in quel capitolo.
Nel 1987 dallo stesso romanzo è stato tratto il film Senza via di scampo di Roger Donaldson con Kevin Costner e Gene Hackman.

## Personaggi
- George Stroud : caporedattore del giornale Crimeways
- Georgette Stroud : moglie di George Stroud
- Georgia Stroud : figlia di George e Georgette
- Earl Janoth : presidente della Janoth Enterprises
- Pauline Delos : amante di Earl Janoth
- Steve Hagen : braccio destro di Earl Janoth
- Edward Orlin : redattore di Futureways
- Emory Mafferson : redattore di Futureways
- Louise Patterson : pittrice

## Trama
Earl Janoth è il proprietario della Janoth Enterprises, capogruppo editoriale di una moltitudine di giornali, tra i quali Crimeways e Futureways. Il caporedattore di Crimeways, che si occupa di cronaca nera, è George Stroud, sposato con Georgette e padre di Georgia. Futureways è un giornale che si occupa di evoluzioni sociali e materiali, di ciò che potrebbe cambiare il futuro oppure sparire per sempre nel dimenticatoio.
Tutti sapevano della relazione tra Pauline Delos e Earl Janoth, ma erano pochi, alla Janoth Enterprises, ad aver visto Pauline e ancora meno quelli che potevano dire "Io ho visto Pauline e Earl insieme". George Stroud e sua moglie erano tra i pochi ad averli incontrati ad una festa, che era stata organizzata personalmente da Janoth.
Una sera Stroud incontra casualmente Pauline Delos in un bar. Diventa subito amico della bellissima e affascinante donna e i due decidono di trascorrere un fine settimana insieme. L'occasione si presenta quando Georgette e Georgia Stroud passano alcuni giorni di vacanza in Florida. La sera prima che moglie e figlia rientrino in città, George conclude il weekend con Pauline e la riaccompagna a casa, un grande condominio in centro.
Nel momento stesso in cui George saluta Pauline appare la sagoma di Earl, che  sta scendendo dalla propria auto, dicendo all'autista che può andare. George riconosce in Earl Janoth la persona che è appena scesa dall'auto e che si sta avvicinando. Earl intravede indistintamente qualcuno insieme a Pauline, ma non riconosce quella sagoma maschile, rimasta sempre in ombra. George va via senza farsi riconoscere da Earl, il quale accompagna Pauline nel suo appartamento. Tra i due scoppia un litigio, il cui motivo scatenante è proprio la figura maschile che Earl ha visto insieme a Pauline davanti all'ingresso.
Pauline racconta a Earl mezze verità su quell'uomo. Il litigio prosegue anche su altri argomenti, ed Earl, in un momento di rabbia, uccide Pauline. Resosi conto del proprio gesto, Earl esce poco dopo dall'appartamento di Pauline e si dirige a casa di Steve Hagen. Quando arriva, è ancora stravolto e confessa di aver ucciso Pauline in un impeto di rabbia. Vuole chiamare la polizia e confessare tutto, ma Steve lo convince che c'è una possibilità per cavarsela, ovvero rintracciare la persona che era con Pauline, per capire se ha riconosciuto Earl. In tal caso bisognerebbe agire prima che costui vada alla polizia a dire ciò che ha visto. Gli indizi a disposizione sono pochi, ma forse la ricerca è possibile.
Il giorno dopo, lunedì mattina, Steve convoca George nel suo ufficio per incaricarlo di cercare quella figura maschile vista la sera precedente da Earl Janoth insieme a Pauline Delos. George è quindi incaricato di cercare ... se stesso. Steve gli dice che è importante rintracciare quell'uomo perché è coinvolto in un intrigo politico di proporzioni gigantesche, e lo invita ad utilizzare chi vuole pur di riuscire nell'incarico affidatogli: ha carta bianca su tutta l'indagine.
George organizza una squadra di collaboratori per la ricerca dell'uomo. Le indagini sono rapide e in poco tempo vengono accumulate moltissime informazioni su ... George Stroud stesso. Nel frattempo George si mette personalmente a indagare su cosa abbia fatto Earl Janoth dopo aver lasciato l'appartamento di Pauline Delos.
Anche la polizia sta indagando sull'omicidio, dopo aver recuperato le foto di tutte le amicizie maschili di Pauline. Intanto una delle persone incaricate da Stroud di trovare il misterioso uomo ha ricevuto una soffiata: il ricercato è stato visto entrare alla Janoth Enterprises. Viene quindi presa una decisione drastica: chiudere tutte le uscite ed ispezionare stanza per stanza, piano per piano, tutto il grattacielo.
George Stroud, ovviamente, non si vuole far trovare e deve cercare di smascherare il vero omicida. Ha avuto un'idea, tenta il tutto per tutto e... riesce nell'impresa.

## Edizioni
- Kenneth Fearing, L'enorme ingranaggio, Arnoldo Mondadori Editore, 1983,  p. 164.